# Alfred (biskup Winchesteru)
Alfred (Ealhferth, Alfredus, Ælhferd; żył w IX wieku) – średniowieczny biskup Winchesteru.
Został wyświęcony na biskupa między 862 a 868 rokiem i objął diecezję Winchester. Jego sygnatura znajduje się na poświadczeniu aktów nadań królewskich, wystawionych przez królów Wessex Etelreda i Alfreda oraz królowej Mercji Aethelswith.
Zmarł między 871 a 877 rokiem. kolejnym biskupem Winchesteru został Tunbert.